# Dworszowice Kościelne
Dworszowice Kościelne – wieś w Polsce, położona w województwie łódzkim, w powiecie pajęczańskim, w gminie Nowa Brzeźnica.
Dworzyszowice były wsią królewską w tenucie brzeźnickiej w powiecie radomszczańskim województwa sieradzkiego w końcu XVI wieku. 

## Integralne części wsi
| SIMC    | Nazwa      | Rodzaj     |
| ------- | ---------- | ---------- |
| 0139465 | Madera     | przysiółek |
| 0139488 | Zimna Woda | przysiółek |

## Sołectwo
Sołectwo Dworszowice Kościelne obejmuje wieś Dworszowice Kościelne oraz Madera (8 mieszkańców), Stoczki (36 mieszkańców) i Zimna Woda (29 mieszkańców).

## Historia
Wieś pierwszy raz wzmiankowana w 1287 roku. Parafię erygowano tu w 1436 roku.
Była to królewszczyzna darowana w 1717 roku razem ze starostwem brzeźnickim paulinom z Jasnej Góry. Murowany, jednonawowy kościół parafialny pod pw. św. Michała Archanioła zbudowano w latach 1830-1834 na miejscu dawniejszego, drewnianego.
W 1872 roku urodził się tu Antoni Dobrowolski, geofizyk, polarnik i pedagog.
W latach 1975–1998 miejscowość administracyjnie należała do województwa częstochowskiego.

## Zabytki
Według rejestru zabytków NID na listę zabytków wpisane są obiekty:
- kościół parafialny pw. św. Michała Archanioła, 1830, nr rej.: 198-X-8 z 1946 oraz 645/67 z 30.08.1967
- cmentarz katolicki, nr rej.: 498/89 z 21.11.1989